# Golden Gala Pietro Mennea
Il Golden Gala Pietro Mennea, fino al 2012 denominato Golden Gala, è un evento internazionale di atletica leggera che si svolge annualmente presso lo Stadio Olimpico di Roma, in Italia.
Il meeting, la cui prima edizione si svolse il 5 agosto 1980, è inserito dal 2010 nel calendario del circuito della Diamond League. Il meeting è dedicato dal 2013 a Pietro Mennea, che morì tre mesi prima dell'edizione di quell'anno.

## Storia
Il Golden Gala venne istituito su iniziativa di Primo Nebiolo nel 1980 allo scopo di allestire una competizione di livello mondiale alla quale potessero prendere parte anche gli atleti degli Stati Uniti d'America e delle altre nazioni che avevano aderito al boicottaggio dei Giochi olimpici di Mosca, svoltisi pochi giorni prima. A causa dei lavori di ristrutturazione dello stadio Olimpico per il campionato mondiale di calcio 1990, le edizioni degli anni 1988, 1989 e 1990 si tennero rispettivamente a Verona, Pescara e Bologna. Le edizioni del 2021 e 2023 invece si tennero a Firenze.

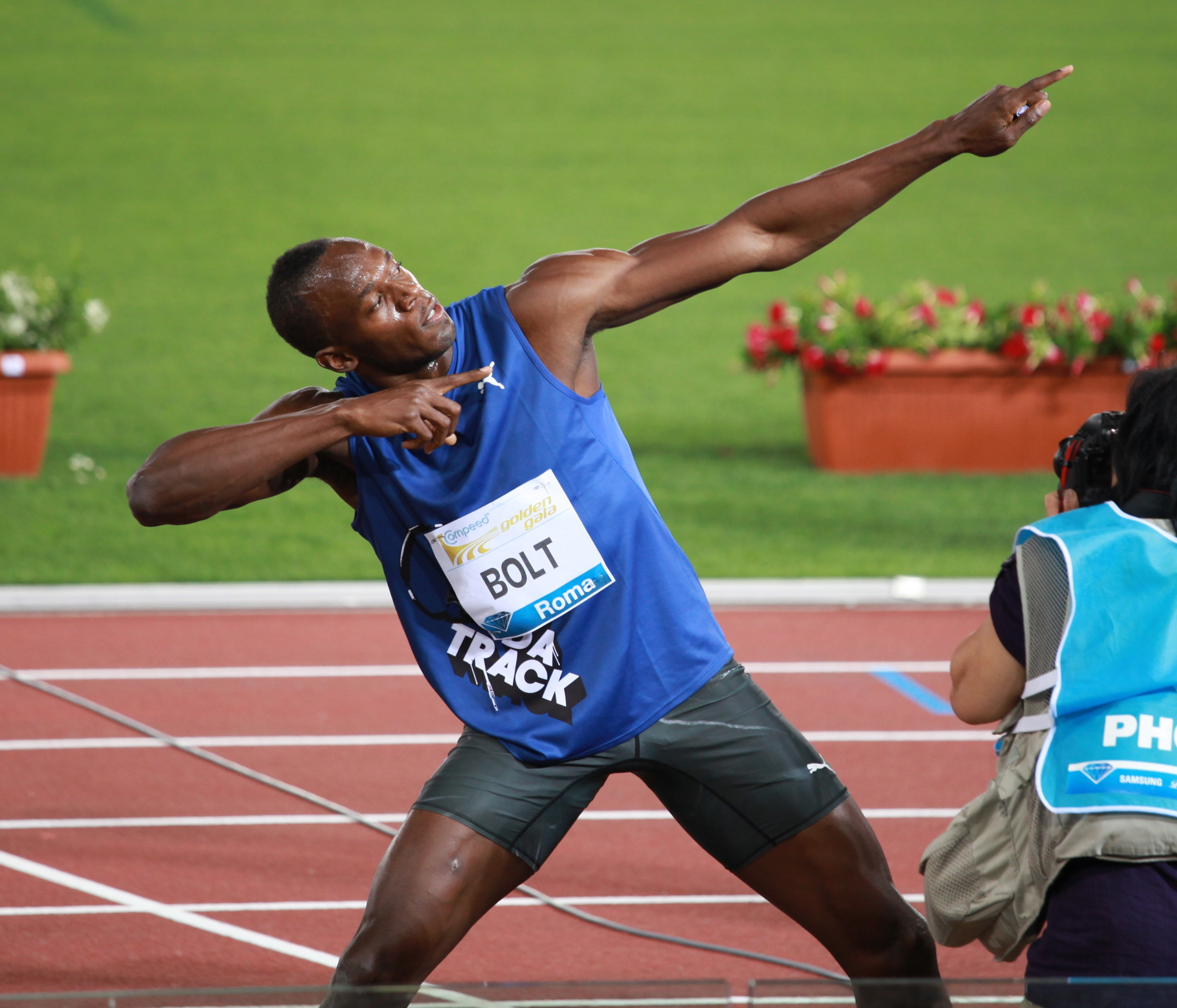
Usain Bolt al Golden Gala 2011

All'edizione 2009 del Golden Gala, Kenenisa Bekele, Kerron Stewart, Sanya Richards ed Elena Isinbaeva sono rimasti tutti in corsa per il jackpot finale della Golden League. Nei 100 metri piani Tyson Gay ha eguagliato il suo primato statunitense e Daniel Bailey ha fatto segnare il nuovo primato di Antigua e Barbuda. Antonietta Di Martino ha invece avuto successo nella gara del salto in alto, unica vittoria dell'edizione, battendo la favorita Blanka Vlašić.

## Record mondiali
Durante il corso della sua storia, al Golden Gala sono stati infranti 10 record mondiali ed una miglior prestazione mondiale outdoor.
| Anno | Specialità             | Prestazione   | Atleta                        | Nazione                  |
| ---- | ---------------------- | ------------- | ----------------------------- | ------------------------ |
| 1983 | Salto con l'asta       | 5,83 m        | Thierry Vigneron              | Francia                  |
| 1984 | Salto con l'asta       | 5,91 m 5,94 m | Thierry Vigneron Sergej Bubka | Francia Unione Sovietica |
| 1987 | 5000 m piani           | 12'58"39      | Saïd Aouita                   | Marocco                  |
| 1995 | 5000 m piani           | 12'55"30      | Moses Kiptanui                | Kenya                    |
| 1998 | 1500 m piani           | 3'26"00       | Hicham El Guerrouj            | Marocco                  |
| 1999 | Miglio                 | 3'43"13       | Hicham El Guerrouj            | Marocco                  |
| 2000 | Lancio del giavellotto | 68,22 m       | Trine Hattestad               | Norvegia                 |
| 2008 | Salto con l'asta       | 5,03 m        | Elena Isinbaeva               | Russia                   |
| 2020 | Salto con l'asta       | 6,15 m        | Armand Duplantis              | Svezia                   |
| 2023 | 1500 m piani           | 3'49"11       | Faith Kipyegon                | Kenya                    |

## Edizioni
Di seguito è riportata la tabella delle ultime edizioni del meeting.
| Anno | Edizione | Circuito            | Manifestazione                 |
| ---- | -------- | ------------------- | ------------------------------ |
| 2007 | 27ª      | Golden League 2007  | Golden Gala 2007               |
| 2008 | 28ª      | Golden League 2008  | Golden Gala 2008               |
| 2009 | 29ª      | Golden League 2009  | Golden Gala 2009               |
| 2010 | 30ª      | Diamond League 2010 | Golden Gala 2010               |
| 2011 | 31ª      | Diamond League 2011 | Golden Gala 2011               |
| 2012 | 32ª      | Diamond League 2012 | Golden Gala 2012               |
| 2013 | 33ª      | Diamond League 2013 | Golden Gala Pietro Mennea 2013 |
| 2014 | 34ª      | Diamond League 2014 | Golden Gala Pietro Mennea 2014 |
| 2015 | 35ª      | Diamond League 2015 | Golden Gala Pietro Mennea 2015 |
| 2016 | 36ª      | Diamond League 2016 | Golden Gala Pietro Mennea 2016 |
| 2017 | 37ª      | Diamond League 2017 | Golden Gala Pietro Mennea 2017 |
| 2018 | 38ª      | Diamond League 2018 | Golden Gala Pietro Mennea 2018 |
| 2019 | 39ª      | Diamond League 2019 | Golden Gala Pietro Mennea 2019 |
| 2020 | 40ª      | Diamond League 2020 | Golden Gala Pietro Mennea 2020 |
| 2021 | 41ª      | Diamond League 2021 | Golden Gala Pietro Mennea 2021 |
| 2022 | 42ª      | Diamond League 2022 | Golden Gala Pietro Mennea 2022 |
| 2023 | 43ª      | Diamond League 2023 | Golden Gala Pietro Mennea 2023 |
| 2024 | 44ª      | Diamond League 2024 | Golden Gala Pietro Mennea 2024 |
| 2025 | 45ª      | Diamond League 2025 | Golden Gala Pietro Mennea 2025 |

## I record del meeting
I seguenti dati sono aggiornati al 3 giugno 2023.

### Maschili
| Specialità             | Record                        | Atleta                                               | Nazionalità      | Data              | Note  |
| ---------------------- | ----------------------------- | ---------------------------------------------------- | ---------------- | ----------------- | ----- |
| 100 m piani            | 9"75 (+0,9 m/s)               | Justin Gatlin                                        | Stati Uniti      | 4 giugno 2015     |       |
| 200 m piani            | 19"70 (+0,7 m/s)              | Michael Norman                                       | Stati Uniti      | 6 giugno 2019     |       |
| 400 m piani            | 43"62                         | Jeremy Wariner                                       | Stati Uniti      | 14 luglio 2006    |       |
| 800 m piani            | 1'42"79                       | Wilson Kipketer                                      | Danimarca        | 7 luglio 1999     |       |
| 1 500 m piani          | 3'26"00                       | Hicham El Guerrouj                                   | Marocco          | 14 luglio 1998    |       |
| Miglio                 | 3'43"13                       | Hicham El Guerrouj                                   | Marocco          | 7 luglio 1999     |       |
| 2 000 m piani          | 4'54"02                       | Vénuste Niyongabo                                    | Burundi          | 8 giugno 1995     |       |
| 3 000 m piani          | 7'26"64                       | Jacob Kiplimo                                        | Uganda           | 17 settembre 2020 |       |
| 5 000 m piani          | 12'46"33                      | Nicholas Kimeli                                      | Kenya            | 9 giugno 2022     |       |
| 10 000 m piani         | 28'59"82                      | Mark Donahue                                         | Stati Uniti      | 11 settembre 1986 |       |
| 110 m ostacoli         | 13"01 (+0,8 m/s)              | Allen Johnson                                        | Stati Uniti      | 7 luglio 1999     |       |
| 110 m ostacoli         | 13"01 (-0,1 m/s)              | Omar McLeod                                          | Giamaica         | 10 giugno 2021    | [ 6 ] |
| 400 m ostacoli         | 47"07                         | Karsten Warholm                                      | Norvegia         | 17 settembre 2020 |       |
| 3 000 m siepi          | 7'54"31                       | Paul Kipsiele Koech                                  | Kenya            | 31 maggio 2012    | [ 7 ] |
| Salto in alto          | 2,41 m                        | Mutaz Essa Barshim                                   | Qatar            | 5 giugno 2014     |       |
| Salto con l'asta       | 6,15 m                        | Armand Duplantis                                     | Svezia           | 17 settembre 2020 |       |
| Salto in lungo         | 8,61 m (0,0 m/s)              | Dwight Phillips                                      | Stati Uniti      | 10 luglio 2009    | [ 8 ] |
| Salto triplo           | 17,96 m (-0,4 m/s)            | Pedro Pichardo                                       | Cuba             | 4 giugno 2015     |       |
| Getto del peso         | 21,97 m                       | Konrad Bukowiecki                                    | Polonia          | 6 giugno 2019     |       |
| Lancio del disco       | 70,72 m                       | Kristjan Čeh                                         | Slovenia         | 9 giugno 2022     |       |
| Lancio del martello    | 84,88 m                       | Sergej Litvinov                                      | Unione Sovietica | 10 settembre 1986 |       |
| Lancio del giavellotto | 90,80 m (vecchio giavellotto) | Tom Petranoff                                        | Stati Uniti      | 7 settembre 1985  |       |
| Lancio del giavellotto | 90,34 m (nuovo giavellotto)   | Andreas Thorkildsen                                  | Norvegia         | 14 luglio 2006    |       |
| Marcia 3 000 m         | 10'57"77                      | Francesco Fortunato                                  | Italia           | 9 giugno 2022     |       |
| Staffetta 4×100 m      | 38"31                         | Carl Lewis Floyd Heard Leroy Burrell Michael Marsh   | Stati Uniti      | 8 giugno 1994     |       |
| Staffetta 4×400 m      | 3'01"76                       | Nigel Levine Conrad Williams Chris Clarke Jack Green | Regno Unito      | 31 maggio 2012    | [ 9 ] |

### Femminili
| Specialità             | Record                        | Atleta                                                                | Nazionalità   | Data              | Note   |
| ---------------------- | ----------------------------- | --------------------------------------------------------------------- | ------------- | ----------------- | ------ |
| 100 m piani            | 10"75 (+0,6 m/s)              | Marion Jones                                                          | Stati Uniti   | 14 luglio 1998    |        |
| 100 m piani            | 10"75 (+0,4 m/s)              | Kerron Stewart                                                        | Giamaica      | 10 luglio 2009    | [ 10 ] |
| 200 m piani            | 21"91 (+1,3 m/s)              | Shericka Jackson                                                      | Giamaica      | 9 giugno 2022     |        |
| 400 m piani            | 49"17                         | Marita Koch                                                           | Germania Est  | 10 settembre 1986 |        |
| 800 m piani            | 1'55"69                       | Pamela Jelimo                                                         | Kenya         | 11 luglio 2008    |        |
| 1 500 m piani          | 3'49"11                       | Faith Kipyegon                                                        | Kenya         | 2 giugno 2023     | [ 11 ] |
| Miglio                 | 4'21"38                       | Paula Ivan                                                            | Romania       | 19 luglio 1989    |        |
| 3 000 m piani          | 8'23"96                       | Ol'ga Egorova                                                         | Russia        | 29 giugno 2001    |        |
| 5 000 m piani          | 14'03"69                      | Beatrice Chebet                                                       | Kenya         | 6 giugno 2025     | [ 12 ] |
| 110 m ostacoli         | 12"37 (+0,1 m/s)              | Jasmine Camacho-Quinn                                                 | Porto Rico    | 9 giugno 2022     |        |
| 400 m ostacoli         | 52"43                         | Femke Bol                                                             | Paesi Bassi   | 2 giugno 2023     |        |
| 3 000 m siepi          | 9'00"71                       | Sembo Almayew                                                         | Etiopia       | 2 giugno 2023     |        |
| Salto in alto          | 2,03 m                        | Elena Slesarenko                                                      | Russia        | 2 luglio 2004     | [ 13 ] |
| Salto in alto          | 2,03 m                        | Hestrie Cloete                                                        | Sudafrica     | 2 luglio 2004     | [ 13 ] |
| Salto in alto          | 2,03 m                        | Blanka Vlašić                                                         | Croazia       | 10 giugno 2010    | [ 14 ] |
| Salto in alto          | 2,03 m                        | Chaunté Lowe                                                          | Stati Uniti   | 10 giugno 2010    | [ 14 ] |
| Salto con l'asta       | 5,03 m                        | Elena Isinbaeva                                                       | Russia        | 13 luglio 2007    |        |
| Salto in lungo         | 7,23 m (-0,3 m/s)             | Marion Jones                                                          | Stati Uniti   | 14 luglio 1998    |        |
| Salto triplo           | 15,29 m (+0,3 m/s)            | Yamilé Aldama                                                         | Cuba          | 11 luglio 2003    |        |
| Getto del peso         | 21,03 m                       | Valerie Adams                                                         | Nuova Zelanda | 31 maggio 2012    | [ 15 ] |
| Lancio del disco       | 69,21 m                       | Valarie Allman                                                        | Stati Uniti   | 6 giugno 2025     | [ 16 ] |
| Lancio del giavellotto | 70,64 m (vecchio giavellotto) | Petra Felke                                                           | Germania Est  | 10 settembre 1986 |        |
| Lancio del giavellotto | 68,66 m (nuovo giavellotto)   | Barbora Špotáková                                                     | Rep. Ceca     | 10 giugno 2010    | [ 17 ] |
| Staffetta 4×100 m      | 43"64                         | Natalya Strohova Jelyzaveta Bryzhina Olesja Povch Natalija Pohrebnjak | Ucraina       | 2 giugno 2016     |        |